# Александра де Осма
не следует путать с её свояченицей. См. Александра Ганноверская
Александра де Осма (нем. Alexandra von Osma, род. 21 марта 1988) — перуанский поверенный, дизайнер сумок и бывшая модель. Она является членом ганноверской королевской семьи благодаря браку с принцем Кристианом Ганноверским.

## Биография
Александра де Осма родилась в Сан-Борха в семье Фелипе Хуана Луиса де Осма Беркемейера и его жены Элизабет Марии Фой Васкес.
Когда де Осме было шестнадцать, она подписала контракт с Ford Models в Нью-Йорке.
Она работала моделью для Missoni и Bottega Veneta. Она закончила университет Лимы в области права, имеет степень магистра в области моды и управления бизнесом Университета Наварры. В 2018 году вместе с Мойрой Лапорта она запустила собственный модный бренд Moi & Sass.

## Личная жизнь
Александра де Осма  познакомилась с принцем Кристианом Ганноверским в 2005 году, когда она работала его гидом, когда он отдыхал в Перу. Они начали встречаться в 2011 году. Пара обручилась в апреле 2017 года. Гражданская церемония состоялась 25 ноября 2017 года в Лондоне; религиозная католическая церемония прошла 16 марта 2018 года в базилике Сан-Педро в Лиме. Младшая единокровная сестра жениха, принцесса Александра была подружкой невесты. Александра де Осма носила ганноверскую цветочную тиару, которую ранее носила Каролина, принцесса Ганноверская. Гостями на религиозной церемонии были принцессы Беатрис и принцессы Евгения Йоркские, принцесса Греции и Дании Мария-Олимпия, граф Николай фон Бисмарк и Кейт Мосс.

## Титулы
После ноябрьской революции 1918—1919 годов и установления Веймарской республики в 1919 году юридическое признание наследственных титулов было отменено. С момента введения Веймарской конституции использование титулов в Германии было неофициальным, тогда как юридически они сохраняются только как фамилии. Таким образом, имя Александры в Германии — Александра Ганноверская, герцогиня Брауншвейгская и Люнебургская от нем.Alexandra von Hannover, Herzogin von Braunschweig und Lüneburg,— его фамилия, а не титул.
- 16 марта 2018 года — настоящее время — «Её королевское высочество наследная принцесса Александра Ганноверская, герцогиня Брауншвейгская и Люнебургская».

## Дети
Александра родила близнецов 7 июля 2020 года в клинике Кирон в Посуэло-де-Аларкон. В феврале 2024 года родилась дочь. 
- Принц Николас Ганноверский (род. 7 июля 2020 г.)
- Принцесса София Ганноверская (род. 7 июля 2020 г.)
- Принцесса Алексия Ганноверская (род. февраль 2024 г.)